# Verenigde Staten van de Aarde

De vlag van de Aarde, "Old Freebie".

De Verenigde Staten van de Aarde (Engels: United States of Earth) is een fictieve wereldoverheid uit de animatieserie Futurama.

## Overzicht
In het jaar 3000 heeft de hele Aarde zich verenigd onder een president van de Aarde (het hoofd van Richard Nixon) en oefent deze als overheid veel invloed uit op andere planeten.
De naam van de overheid verscheen in de aflevering "A Taste of Freedom". De overheid is duidelijk een parodie op de Verenigde Staten van Amerika, zowel qua bestuur als qua gedrag. De overheid bestaat net als de Amerikaanse overheid uit een tweepartijensysteem, met een aantal kleinere partijen. Aan het hoofd staat een democratisch verkozen president. Verder worden de losse staten geregeerd door een gouverneur of eerste minister.
De hoofdstad van de Aarde is Washington. De inwoners van de planeet Aarde staan bekend als Earthicans.
De Aarde en haar overheid zijn lid van D.O.O.P., een interplanetaire organisatie gelijk aan de Verenigde Naties. De overheid wordt door de Omicronians beschreven als 'zwak en beangstigend'. De vlag van de aarde ziet eruit als de Amerikaanse vlag, met linksboven in het blauwe vlak een wereldbol in plaats van de 50 sterren.
Het hoofd van Richard Nixon werd verkozen tot president van de Aarde in de aflevering "A Head in the Polls". Officieel stelt de wet dat niemand zich meer dan een keer verkiesbaar mag stellen, maar Nixon wist dit te ontlopen via mazen in de wetten.
De Aarde is een heel vrije plaats en heeft vrijheid hoog in het vaandel. Een nationale feestdag is "Freedom Day".

## Politieke partijen
- Tastycrats
- Fingerlicans
- One Cell, One Vote
- Green Party (composed entirely of green aliens)
- Brain Slug Party
- Dudes for Legalation of Hemp
- Bull Space Moose Party
- NRA (National Ray-Gun Association)
- Rainbow Whigs
- Antisocialists
- Voter Apathy Party
- People for the Ethical Treatment of Humans